# Abenteuer im wilden Westen
Abenteuer im wilden Westen (Dick Powell’s Zane Grey Theater oder auch Zane Grey Theater) ist eine US-amerikanische Anthologie-Serie über Western, die von 1956 bis 1961 lief.

## Statt einer Inhaltsbeschreibung
Abenteuer im wilden Westen ist eine Anthologie-Serie. In diesem Fall bedeutet das, dass jede Folge komplett für sich allein steht. Die anderen Folgen erzählen andere Geschichten aus dem wilden Westen mit anderen Figuren und anderen Darstellern. Daher kann es keine einheitliche Inhaltsangabe geben, und es gibt auch keine Ausgangssituation.
Jede Folge beginnt mit einer kurzen Szene der jeweiligen Geschichte, gefolgt vom Vorspann. Danach erzählt Dick Powell etwas aus dem wilden Westen, das inhaltlich zu der betreffenden Folge passt. Er beendet dies mit der Nennung der Hauptrollen der Folge beziehungsweise mit einer Bemerkung, falls er selbst die Hauptrolle spielt. Darauf folgt die eigentliche Geschichte.

## Hintergrund
Die Produktionsfirma Four Star Television hatte sich noch vor dem Ende der bis 1956 laufenden Serie Four Star Playhouse die Fernsehrechte an den Westerngeschichten von Zane Grey gesichert. Daher konnte sich Abenteuer im wilden Westen im Originaltitel Dick Powell’s Zane Grey Theater auf Zane Grey beziehen. Es ist allerdings nicht ganz klar, inwiefern die Serie tatsächlich Greys Romane verfilmte. So wurde geschrieben, dass zunächst alle Geschichten von Zane Grey stammten und erst als alle verfilmt waren auch Geschichten anderer Autoren verwendet wurden. Andere meinen, in der Serie seien nur vereinzelt Stoffe von Grey verfilmt worden, und es seien hauptsächlich Originaldrehbücher gewesen, und Buck Rainey schrieb in einem Essay über Zane Grey, der Titel sei reine Exploitation, keine Folge baue auf dessen Werken auf.
Wie der später sehr erfolgreiche Fernsehproduzent Aaron Spelling in seiner Autobiografie schrieb, weigerte sich Dick Powell zunächst kategorisch, die für eine Anthologie damals üblichen einleitenden Worte zu sprechen. Als der damals noch völlig unbekannte Spelling das bei einer Bewerbung als Drehbuchautor zufällig mitbekam, sei ihm die Idee gekommen, statt der üblichen Kurzeinführungen über Gegenstände aus der Zeit zu referieren oder Anekdoten oder Ähnliches zu dem Thema zu erzählen. Da die Vorschläge Powell gefielen, wurde Spelling eingestellt, eben diese Texte zu schreiben, zunächst für drei Folgen, danach für die ganze erste Staffel. Später schrieb er mehrere Drehbücher und wurde am Ende zum Produzenten der Serie.
Die Besetzung von Abenteuer im wilden Westen war bemerkenswert, wie mehrere Autoren schrieben. So traten unter anderem Eddie Albert, June Allyson, Mary Astor, Lew Ayres, Martin Balsam, Anne Bancroft, Anne Baxter, Ernest Borgnine, Walter Brennan, Beau Bridges, Lloyd Bridges, Lee J. Cobb, James Coburn, Claudette Colbert, Joseph Cotten, Joan Crawford, Sammy Davis, Jr., John Forsythe, James Garner, Celeste Holm, Dennis Hopper, Van Johnson, Brian Keith, DeForest Kelley, Hedy Lamarr, Cloris Leachman, Jack Lemmon, Raymond Massey, Vera Miles, David Niven, Jack Palance, Walter Pidgeon, Dick Powell, Ronald Reagan, Burt Reynolds, Edward G. Robinson, Ginger Rogers, Cesar Romero, Robert Ryan, Harry Dean Stanton, Barbara Stanwyck, Rod Taylor, Robert Vaughn und Esther Williams auf, einige davon mehrfach. Dazu kommen Pernell Roberts, Dan Blocker und Michael Landon, die kurz darauf als Adam, Hoss und Little Joe in der Serie Bonanza bekannt wurden.
Nachdem Dick Powell bereits im September 1960 gesagt hatte, dass die Anzahl der Westernserien zurückgehen würde und außerdem die Zukunft bei einstündigen Serien läge, endete die Serie 1961 ohne offizielle Ankündigung. Stattdessen war eine neue Anthologieserie mit Dick Powell im Gespräch, deren Folgen 60 Minuten dauern sollten. Tatsächlich startete im Herbst 1961 eine solche Serie, nämlich Heute Abend Dick Powell. Wiederholungen von Abenteuer im wilden Westen liefen noch für ein weiteres Jahr.

### Deutschsprachige Ausstrahlung
Von den 146 Episoden wurden nur 26 in Deutschland gezeigt. Dabei sprach Niels Clausnitzer die Einleitungen und synchronisierte in einer Folge Van Johnson. Dialogregie und Dialogbuch lagen bei Johannes Lüdke. Weitere Sprecher waren unter anderem Gisela Trowe (Ida Lupino), Horst Naumann (James Whitmore und Denver Pyle), Erich Ebert (Dan Duryea, John Dehner und James Anderson), Klaus W. Krause (Lee J. Cobb und Walter Brennan), Gerd Martienzen (Sammy Davis, Jr.), Rose-Marie Kirstein (Anne Bancroft), Reinhard Glemnitz (Jeff Morrow) und Wolfgang Hess (Paul Hahn). Die Erstausstrahlungen im Ersten starteten am 5. Januar 1962 und endeten im Juni 1962.

## Rezeption

### Nielsen Ratings
Abenteuer im wilden Westen schaffte es dreimal, in die Top 30 der Nielsen Ratings zu kommen. In der Saison 1957/58 kam die Serie mit einer geschätzten Zuschauerzahl von 11,7 Millionen auf Platz 21, in der darauffolgenden Saison mit 12,4 Millionen auf Platz 13 und 1959/60 mit 11,2 Millionen auf Platz 22.

### Kritiken
Paul Mavis zeigte sich in seiner Kritik über die erste Staffel von Abenteuer im wilden Westen überrascht, wie modern sich manche der Folgen anfühlen. Keine der Folgen sei langweilig, was auch an dem 30-Minuten-Format liege, da dieses erzwinge, die Folgen schnell abgehandelt werden müsse. Allerdings enden manche Folgen deswegen viel zu abrupt, wie zum Beispiel die Folge Lariat. Besonders gut seien hingegen Fearful Courage und Death Watch, er lobte aber auch weitere Folgen. Zudem hob er die talentierten Darsteller hervor und sprach von moralisch und psychologisch komplexen Geschichten. Alles in allem empfahl er diese Staffel sehr.
Ein spezielles Thema sind die Einführungen von Dick Powell. Paul Mavis findet sie amüsant, er habe sie noch mehr genossen als die Folgen. Powell gebe die historischen Zusammenhänge wieder, tue das aber humorvoll. Über jedes Thema mache er Witze, was sehr erfrischend sei, wenn man die ermüdende Ernsthaftigkeit betrachte, mit der sonst über diesen Teil der amerikanischen Geschichte gesprochen werde. Alan Nadel dagegen fand, Powell nehme mehr die Funktion eines Museumskurators an. Er liefere Details und Anekdoten, die in irgendeiner Form mit der folgenden Geschichte zu tun habe und vergleicht das mit Museumsbesuchen oder Lehrfilmen. Durch die Westernkleidung, die er dabei trage, und weil er in manchen Folgen die Hauptrolle übernahm, wirke er, als würde sich sein Wissen auf Erfahrung gründen.

### Auszeichnung
Christopher Knopf gewann den Laurel Award for Television der Writers Guild of America in der Kategorie Halbstündiges TV-Anthologydrama für sein Drehbuch der Folge Interrogation aus dem Jahr 1959.

### Folgen
Das Anthologieformat erlaubte es, neue Serien auszuprobieren. Darum gab es relativ viele Spin-offs von Abenteuer im wilden Westen. Die Pilotfolgen für Trackdown (Folge Badge of Honor), Westlich von Santa Fé (Folge The Sharpshooter), Black Saddle (Folge A Threat of Violence), Johnny Ringo (Folge The Loner) und The Westerner (Folge Trouble at Tres Cruces) liefen in Abenteuer im wilden Westen. Zudem ist Josh ein Ableger von Trackdown und Law of the Plainsman einer von Westlich von Santa Fé.
Neben den ganzen Spin-offs gab es auch die „Serie“ Frontier Justice, die 1958, 1959 und 1961, jeweils in der Sommerpause lief, also von Juli oder August bis September. Dabei handelte es sich im Prinzip um Wiederholungen von Folgen aus Abenteuer im wilden Westen; nur die Einleitungen wurden von anderen Schauspielern gesprochen. 1959 war dies Lew Ayres, 1959 Melvyn Douglas und 1961 Ralph Bellamy.